# Mat Maneri
Mat Maneri (Brooklyn (New York), 4 oktober 1969) is een Amerikaanse jazzviolist en -componist. Hij is de zoon van de saxofonist Joe Maneri en Sonja Maneri.

## Biografie
Maneri heeft opnamen gemaakt met Cecil Taylor, Guerino Mazzola, Matthew Shipp, Joe Morris, Joe Maneri, Gerald Cleaver, Tim Berne, Borah Bergman, Mark Dresser, William Parker, Michael Formanek, John Lockwood, ook net als bij zijn eigen trio, kwartet en kwintet. Hij speelde ook op verschillende bandpublicaties zoals Club d'Elf, Decoupage, Brewed by Noon, Paul Motian 's Electric Bebop Band en Buffalo Collision.
Maneri begon op 5-jarige leeftijd viool te studeren. Hij ontving een volledige beurs als hoofdviolist aan de Walnut Hill High School en het New England Conservatory of Music, voordat hij een professionele carrière in jazzmuziek begon.
Hij begon met het uitbrengen van platen als leader in 1996, trad op en nam wereldwijd op. Maneri heeft gewerkt met Ed Schuller, John Medeski, Roy Campbell, Paul Motian, Robin Williamson, Drew Gress,  Tony Malaby, Ben Monder, Barre Phillips, Joëlle Léandre, Marilyn Crispell, Craig Taborn, Ethan Iverson, David King en vele anderen. Maneri doceerde ook privéles en op The New School.

## Discografie

### Als leader
- 1994: In Time met Pandelis Karayorgis (Leo Records)
- 1995: Three Men Walking (ECM Records) met Joe Maneri en Joe Morris
- 1995, 2001: Out Right Now (Hathut Records) met Joe Maneri en Joe Morris
- 1998: Acceptance (hatOLOGY)
- 1998: Lift & Poise (Leo) met Pandelis Karayorgis
- 1997: Blessed (ECM) met Mat Maneri
- 1999: Fifty-One Sorrows (Leo)
- 1999: So What (Hathut)
- 2000: Blue Decco (Thirsty Ear Recordings)
- 2000: Fever Bed (Leo)
- 2000: Light Trigger (No More)
- 2000: Tales of Rohnlief (ECM)
- 2001: Trinity  (ECM)
- 2002: Disambiguation (Leo)
- 2003: For Consequence (Leo)
- 2003: Jam (Hopscotch)
- 2004: Angles of Repose (ECM)
- 2005: Chamber Trio (Leo)
- 2005: Pentagon (Thirsty Ear)
- 2006: The Iron Stone (ECM)
- 2011: Duos (Harmonia Mundi)
- 2011: Metamorphosis (Leo)
- 2013: A Violent Dose of Anything (Leo)
- 2013: Transylvanian Concert (ECM)
- 2014: Two Men Walking (Leo)
- 2016: Breaking Point (Leo)
- 2016: The Art of the Improv Trio, Vol. 2 (Leo)
- 2016: The Bell (ECM)
- 2016: Villa Lobos Suite (Leo)
- 2017: Sounding Tears met Evan Parker & Lucian Ban (Clean Feed Records)
- 2017: Vessel in Orbit (AUM Fidelity)[4]

### Als sideman
Met Borah Bergman
- 2000: The River of Sounds (Boxholder)

Met Steve Dalachinsky
- 1998: Incomplete Directions (Knitting Factory)

Met Kris Davis
- 2013: Capricorn Climber (Clean Feed)

Met Heinz Geisser and Guerino Mazzola
- 1999: Heliopolis (Cadence)

Met Whit Dickey
- 2001: Life Cycle (AUM Fidelity)
- 2017: Vessel in Orbit (AUM Fidelity)

Met Ellery Eskelin
- 2000: Vanishing Point (hat HUT)

Met Guillermo Gregorio
- 1995: Approximately (hat HUT)
- 1996: Red Cube(d) (hat HUT)

Met Masashi Harada
- 1998: Obliteration at the End of Multiplication (Leo)

Met Pandelis Karayorgis
- 1992: The Other Name (Motive)

Met Russ Lossing
- 2000: Metal Rat (Clean Feed)

Met Joe Maneri
- 1989: Kalavinka (Cochlea)
- 1993: Get Ready to Receive Yourself (Leo)
- 1993, 1999: Tenderly (hatOLOGY)
- 1993, 1996: Dahabenzapple (hat ART)
- 1993, 1997: Coming Down the Mountain (hatOLOGY)
- 1995: Let the Horse Go (Leo)
- 1995: Three Men Walking with Joe Morris (ECM)
- 1996: Out Right Now with Joe Morris (hatOLOGY)
- 1996: In Full Cry (ECM)
- 1997: Blessed (ECM)
- 1997: The Trio Concerts (Leo)
- 1998: Tales of Rohnlief (ECM)
- 2002: Going to Church (AUM Fidelity)

Met Joe Morris
- 1997: You Be Me (Soul Note)
- 1998: A Cloud of Black Birds (AUM Fidelity)
- 1999: Underthru (OmniTone)
- 1999: Soul Search (AUM Fidelity)
- 2000: At the Old Office (Knitting Factory)
- 2014: Balance (Clean Feed)

Met Ivo Perelman
- 2013: A Violent Dose of Anything (Leo)
- 2015: Counterpoint (Leo)
- 2016: Breaking Point (Leo)

Met Matthew Shipp
- 1995: Critical Mass (2.13.61)
- 1997: The Flow of X (2.13.61)
- 1997: By the Law of Music (hat HUT)
- 2000: Gravitational Systems (hatOLOGY)
- 2001: Expansion, Power, Release (hatOLOGY)
- 2015: The Gospel According to Matthew & Michael (Relative Pitch)

Met Spring Heel Jack
- 2001: Masses (Thirsty Ear)

Met Craig Taborn
- 2004: Junk Magic (Thirsty Ear Recordings)

Met Cecil Taylor
- 1999: Algonquin (Bridge)

Met David S. Ware
- 2003: Threads (Thirsty Ear)

Met Keith Yaun
- 1998: Countersink (Leo)
- 1999: Amen: Improvisations on Messiaen (Boxholder)

Met Ches Smith
- 2016: The Bell (ECM)

Met Lucian Ban
- 2010: Enesco Re-imagined (Sunnyside)
- 2016: Elevation (Sunnyside)